# Anton Aelberts
A.P.M. (Anton) Aelberts (Nijmegen, 17 juni 1944) is een Nederlands politicus van  de KVP en later het CDA.
Na het gymnasium heeft hij enige tijd rechten gestudeerd aan de Katholieke Universiteit Nijmegen. Daarnaast was hij leraar maatschappijleer. In 1972 werd Aelberts gemeenteraadslid in Nijmegen en van 1978 tot 1988 was hij daar wethouder van Onderwijs, Sport en Cultuur. Vervolgens werd hij burgemeester van Smilde en vanaf maart 1993 was hij de burgemeester van de Gelderse gemeente Druten. Aelberts bleef daar 16 jaar burgemeester tot hij in juni 2009 met pensioen ging. Hij werd gedecoreerd als ridder in de Orde van Oranje-Nassau.